# Siège de la vicomté d'Auge
Le siège de la vicomté d'Auge est un monument de Pont-l'Évêque en France construit au début du XVIIe siècle. 

## Localisation
Le tribunal d'instance est situé place du Palais-de-Justice à Pont-l'Évêque.

## Histoire
L'édifice est inscrit aux monuments historiques par un arrêté du 29 octobre 1971 : les façades et les toitures font l'objet de la mesure de protection .